# مذكرات التعذيب

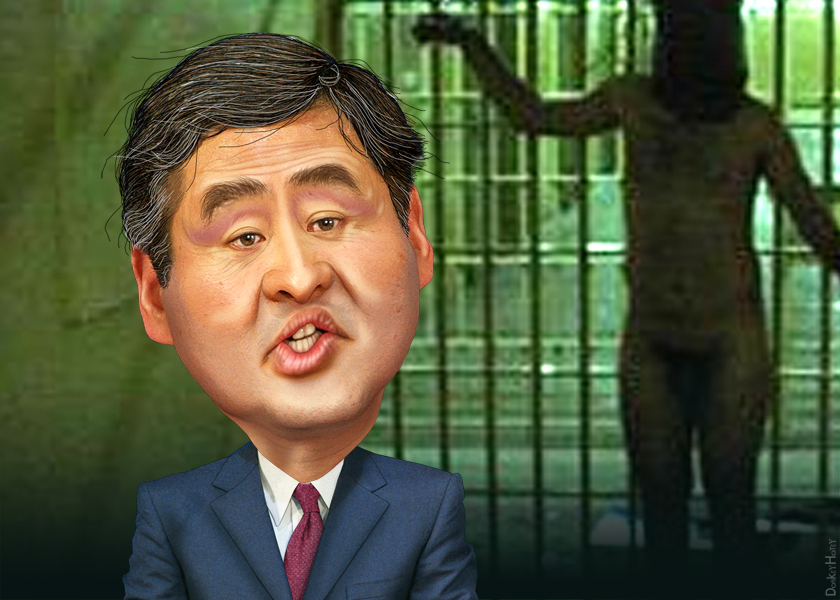
جون يو الذي صاغ مذكرات التعذيب

صاغ جون يو بصفته نائب مساعد المدعي العام للولايات المتحدة مجموعة من المذكرات القانونية المعروفة باسم "مذكرات التعذيب" (والتي تعرف رسميًا باسم مذكرة بشأن الاستجواب العسكري للمقاتلين غير الشرعيين الأجانب المحتجزين خارج الولايات المتحدة) وصودق عليها في أغسطس/آب 2002 من قبل مساعد المدعي العام جاي بايبي [الإنجليزية]، رئيس مكتب المستشار القانوني بوزارة العدل الأمريكية. وقد نصحوا وكالة الاستخبارات المركزية، ووزارة الدفاع الأمريكية، والرئيس بشأن استخدام تقنيات الاستجواب المعززة - التعذيب العقلي والجسدي والإكراه مثل الحرمان من النوم لفترات طويلة، والتقييد في أوضاع مجهدة، والتعذيب بالماء - وذكروا أن مثل هذه الأفعال، التي تعتبر على نطاق واسع بمثابة تعذيب، قد تكون مسموح بها قانونًا بموجب تفسير واسع للسلطة الرئاسية أثناء " الحرب على الإرهاب ".
وفي أعقاب التقارير عن فضيحة التعذيب وإساءة معاملة السجناء في سجن أبو غريب في العراق، سُربت إحدى المذكرات إلى الصحافة في يونيو/حزيران 2004. وكان جاك جولدسميث، رئيس مكتب المستشار القانوني [الإنجليزية] آنذاك، قد سحب بالفعل مذكرات يو ونصح الوكالات بعدم الاعتماد عليها. بعد أن أجبر جولدسميث على الاستقالة بسبب اعتراضاته، أصدر المدعي العام أشكروفت رأيًا من فقرة واحدة يعيد تفويض استخدام التعذيب. ثم في ديسمبر/كانون الأول 2004، أكد رئيس آخر لمكتب المستشار القانوني الآراء القانونية الأصلية.
طلبت وكالة الاستخبارات المركزية في مايو/أيار 2005 آراء قانونية جديدة بشأن تقنيات الاستجواب التي تستخدمها. وفي ذلك الشهر، أصدر مكتب المستشار القانوني ثلاث مذكرات، وقعها ستيفن ج. برادبري، تحكم فيها بشأن شرعية التقنيات المعتمدة إذا اتبع الوكلاء قيودًا معينة. بالإضافة إلى هذه المذكرات التي أصدرها مكتب المستشار القانوني للوكالات التنفيذية، كُتبت مذكرات داخلية تتعلق باستخدام التعذيب في استجواب المعتقلين؛ على سبيل المثال، في عامي 2002 و2003، وقع دونالد رامسفيلد، وزير الدفاع، على عدة مذكرات تسمح بوضع "خطط استجواب خاصة" لمعتقلين محددين محتجزين في خليج جوانتانامو في محاولة للحصول على مزيد من المعلومات منهم.
وكانت المذكرات محط جدل كبير بشأن السلطة التنفيذية، وممارسات الحكومة، ومعاملة المعتقلين أثناء إدارة جورج دبليو بوش. وقد ألغى باراك أوباما هذه الأوامر في 22 يناير/كانون الثاني 2009، أي بعد يومين من توليه منصب الرئاسة.

## "مذكرات التعذيب"
كان مصطلح "مذكرات التعذيب" يستخدم في الأصل للإشارة إلى ثلاث وثائق أعدها مكتب المستشار القانوني في وزارة العدل الأمريكية وتم التوقيع عليها في أغسطس/آب 2002: "معايير السلوك للاستجواب بموجب المواد 2340-2340أ من قانون الولايات المتحدة رقم 18" و"استجواب القاعدة" (كلاهما من صياغة جاي بيبي)، ورسالة بدون عنوان من جون يو إلى ألبرتو جونزاليس.
ومنذ الكشف الأولي عن هذه الوثائق، كُشفت اتصالات أخرى تتعلق باستخدام التعذيب لإكراه المعتقلين أو ترهيبهم أثناء إدارة بوش. وتشمل هذه الوثائق مذكرة داخلية صادرة عن وزارة الدفاع في الثاني من ديسمبر/كانون الأول 2002، وقعها دونالد رامسفيلد، وزير الدفاع آنذاك، والتي تجيز استخدام 17 تقنية في "خطة استجواب خاصة" ضد المعتقل محمد القحطاني؛ ورأي قانوني في الثالث عشر من مارس/آذار 2003 كتبه جون يو من مكتب المستشار القانوني بوزارة العدل، وأصدره للمستشار العام للدفاع قبل خمسة أيام من بدء الغزو الأميركي للعراق، وخلص إلى أن القوانين الفيدرالية المتعلقة باستخدام التعذيب وغيره من الانتهاكات لا تنطبق على العملاء الذين يستجوبون الأجانب في الخارج؛ ومذكرات داخلية أخرى صادرة عن وزارة الدفاع تجيز تقنيات لاستجواب عسكري محدد لمعتقلين بعينهم.

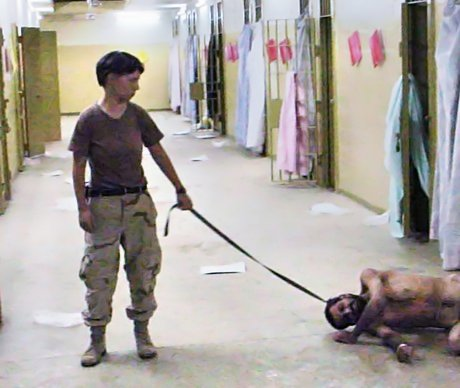
سجن أبو غريب

شهد ألبرتو جونزاليس أمام الكونجرس في عام 2005 أن وكالة المخابرات المركزية سعت إلى الحصول على رأي عام 2002 بعد أن ألقت القبض على أبو زبيدة في عام 2002، والذي كان يُعتقد آنذاك أنه شخصية مهمة في تنظيم القاعدة ويمكنه تقديم معلومات مهمة للجهود الأمريكية لتقييد الإرهاب ومنعه. وكانوا حريصين على الحصول على أكبر قدر ممكن من المعلومات من زبيدة في أسرع وقت ممكن. وقد دفعت أسئلة ضباط وكالة الاستخبارات المركزية حول التكتيكات التي يمكن استخدامها مع المعتقل إلى كتابة مذكرة التعذيب، وهو ما ينعكس في لغة المذكرة؛ "لقد طلبت هذه النصيحة أثناء إجراء استجوابات لأبي زبيدة". وقد أقر مؤلف المذكرة، جون يو، بأن المذكرة سمحت باستخدام " أساليب الاستجواب المعززة " التي استخدمتها وكالة الاستخبارات المركزية في استجواب أبو زبيدة. وفي عام 2007، قال يو في مقابلة أجريت معه: "كانت هناك ضرورة ملحة لاتخاذ قرار حتى يتسنى الحصول على معلومات استخباراتية قيمة من أبو زبيدة، قبل وقوع المزيد من الهجمات".

## معايير السلوك للاستجواب بموجب المادة 2340–2340A من قانون الولايات المتحدة 18
وجه جاي بايبي، مساعد المدعي العام الأمريكي ورئيس مكتب المستشار القانوني آنذاك، مذكرة إلى ألبرتو جونزاليس، مستشار الرئيس آنذاك، بتاريخ 1 أغسطس/آب 2002، بعنوان "معايير السلوك أثناء الاستجواب بموجب المادة 2340-2340A من قانون الولايات المتحدة 18". وكان ذلك رداً على طلب الرئيس المزعوم للحصول على رأي قانوني بشأن اتفاقية الأمم المتحدة لمناهضة التعذيب والفصل 2340 من قانون الولايات المتحدة 18 واستجواب عملاء القاعدة.
هذه هي "مذكرة التعذيب" الأساسية، التي تحدد تفسير وزارة العدل الأمريكية للتعذيب. اعتُمد عليها بشكل كبير في "مذكرات التعذيب" اللاحقة. يناقش هذا المقال لغة قانون التعذيب (18 USC §§ 2340–2340A) بالتفصيل من أجل استنباط تعريفه للتعذيب، وينص على أن المعاملة "القاسية أو اللاإنسانية أو المهينة" ليست تعذيباً وفقاً لهذا القانون؛ ويفحص "الدفاعات المحتملة التي من شأنها أن تنفي أي ادعاء بأن بعض أساليب الاستجواب تنتهك القانون". وخلصت المحكمة إلى أن التعذيب لا يشمل إلا: الأفعال المتطرفة وفقاً لاتفاقية الأمم المتحدة لمناهضة التعذيب؛ وأن الألم الشديد (الذي يشكل شرطاً أساسياً لتعريف التعذيب) هو "إصابة بدنية خطيرة، مثل فشل الأعضاء، أو ضعف وظائف الجسم، أو حتى الموت"؛ وأن الضرر العقلي المطول هو الضرر الذي يجب أن يستمر "لأشهر أو حتى سنوات"؛ وأن "الملاحقة القضائية بموجب المادة 2340أ قد تكون محظورة لأن إنفاذ القانون من شأنه أن يمثل انتهاكاً غير دستوري لسلطة الرئيس في شن الحرب"؛ وأنه "في ظل الظروف الحالية، قد تبرر الضرورة أو الدفاع عن النفس أساليب الاستجواب التي قد تنتهك المادة 2340أ".

### الجزء الأول
لجزء الأول، الذي يتناول نص وتاريخ قانون التعذيب الأمريكي (18 USC §§ 2340–2340A)، يتناول بشكل أساسي تفسير بايبي لتعريف التعذيب، بما في ذلك تعريف الألم أو المعاناة الجسدية والعقلية الشديدة.
في القسم الأول، تنص المذكرة على أن القانون يتطلب نية محددة (الاتفاقية تتطلب نية عامة فقط، ولكن لغة "النية المحددة" موجودة في تحفظ التصديق الأمريكي)، وعند الاستشهاد بقانون القضية، تنص السابقة على أن النية المحددة تعني أن "إلحاق الألم [الشديد] يجب أن يكون الهدف الدقيق للمدعى عليه" وتذكر القارئ أن "النية العامة" تتطلب فقط الإجراءات التي من المحتمل بشكل معقول أن تؤدي إلى انتهاك القانون. وخلصت المادة إلى أنه "حتى لو كان المدعى عليه يعلم أن أفعاله سوف تسبب ألماً شديداً، فإن لم يكن التسبب في مثل هذا الأذى هو هدفه، فإنه يفتقر إلى القصد المحدد المطلوب". وهذا يشير إلى أن هيئة المحلفين من المرجح أن تتصرف بشكل يتعارض مع القانون (بسبب سوء الفهم) من خلال إيجاد مثل هذا الفرد مذنبًا بغض النظر عن ذلك.
وفي القسم الثاني، تعترف المذكرة بوجود صعوبة في إيجاد أي تعريف واضح لـ "الألم الشديد أو المعاناة الشديدة" التي يقتضيها قانون التعذيب (والذي يقتضيه أيضاً اتفاقية الأمم المتحدة). بعد فحص التعريف المقدم في قواميس مختلفة، خلصت المذكرة إلى أن "الألم" مرادف لـ "المعاناة" ("من الصعب تصور مثل هذه المعاناة التي لا تنطوي على ألم جسدي شديد")، ومن خلال الاختيار من بين العديد من التعريفات، اقترحت المذكرة أن الألم الشديد يجب أن يكون من الصعب تحمله (بعض التعريفات المذكورة في المذكرة تعرف الألم الشديد بأنه "التسبب في عدم الراحة"). عند البحث عن مرجع للمصطلح في التشريعات والقوانين الأمريكية الأخرى، استشهدت بقانون الرعاية الصحية الذي يعرف "الحالة الطارئة"، لكنه ذكر فقط "الألم الشديد" عابرًا. يحدد هذا القسم الفرعي القانوني، 8 USC § 1395w-22(d)(3)(B)، الحالة الطارئة على أنها حالة "تتجلى من خلال أعراض حادة ذات شدة كافية (بما في ذلك الألم الشديد) بحيث يمكن للمرء أن يتوقع بشكل معقول أن يؤدي غياب الرعاية الطبية الفورية إلى تعريض صحة الفرد... لخطر جسيم، أو ضعف خطير في الوظائف الجسدية، أو خلل خطير في أي عضو أو جزء من الجسم".
وخلصت المذكرة إلى تعريف ضيق للتعذيب، وهو أن "الألم الشديد" يجب بالضرورة أن يكون الألم المرتبط "بالوفاة، أو فشل الأعضاء، أو ضعف خطير في وظائف الجسم". وينص القانون أيضًا على أن "الضرر العقلي المطول" يجب أن يصاحب الألم العقلي أو الجسدي، وأن "المطول" يعني مدة تصل إلى أشهر أو سنوات.

### الجزء الثاني
تتناول المذكرة اتفاقية مناهضة التعذيب (التي تسميها المذكرة "اتفاقية التعذيب") وتخلص إلى أن الاتفاقية تميز بين التعذيب و"المعاملة أو العقوبة القاسية أو اللاإنسانية أو المهينة"، وبالتالي فإن التعذيب هو "الأفعال الأكثر تطرفاً فقط"، وهو ما تخلص إليه المذكرة، إلى جانب التحفظات التي أبدتها الولايات المتحدة، وهو ما يؤكد تفسير التعذيب الوارد في الجزء الأول. وخلصت اللجنة إلى أن التعذيب لا يشمل "الأعمال الأخرى من المعاملة أو العقوبة القاسية أو اللاإنسانية أو المهينة " لأن مثل هذه اللغة موجودة في مادة مختلفة عن تعريف التعذيب، ولأنه يبدو أن الاتفاقية لا تهدف إلى تجريم مثل هذا العمل، بل إلى تثبيطه بدلاً من ذلك. تتناول المذكرة تاريخ التصديق، وتستشهد بقضايا قضائية أميركية تنص على أن تفسير السلطة التنفيذية للمعاهدة "يجب أن يُمنح أكبر قدر من الثقل في تحديد نية المعاهدة ومعناها". وقد وجد التقرير في سجل الكونجرس أن إدارة ريغان فهمت التعذيب على أنه "أقصى درجات المعاملة أو العقوبة القاسية واللاإنسانية والمهينة"، وأن هذه المعاملة أو العقوبة، التي ليست تعذيباً، هي "المعاملة أو العقوبة القاسية واللاإنسانية وغير العادية المحظورة بموجب التعديلات الخامس والثامن و/أو الرابع عشر لدستور الولايات المتحدة".
وكان فهم إدارة جورج بوش الأب، التي صادقت على الاتفاقية، مختلفاً عن فهم إدارة ريغان. لقد فشلت في الترويج لأي لغة تتعلق بالتعذيب باعتباره سلوكًا "قاسيًا للغاية" يؤدي إلى آلام "مبرحة ومؤلمة"، وبدلاً من ذلك، قدمت تحفظًا اقتبس نص قانون التعذيب الأمريكي. وتنص المذكرة على أنه على أساس الاستنتاجات التي تم التوصل إليها في الجزء الأول، "لم يكن هناك سوى فارق ضئيل بين هذين الفهمين... وكان التعريف الإضافي للألم أو المعاناة العقلية يهدف فقط إلى إزالة الغموض الذي خلقه مفهوم "الألم العقلي المبرح والمبرح". وتنقل المذكرة عن مستشار قانوني لوزارة الخارجية، الذي صرح بأن "فهم إدارة ريغان لم يكن يقصد معياراً أعلى من ذلك الموجود في الاتفاقية أو فهم بوش".
تتناول المذكرة تاريخ التفاوض بشأن الاتفاقية، وتجد أن الولايات المتحدة اقترحت في الأصل مصطلحي "ألم شديد أو معاناة شديدة"، وأن المملكة المتحدة اقترحت مصطلحي "ألم شديد أو معاناة شديدة بدلاً من... ألم شديد أو معاناة شديدة"، وتنص على أنه "في النهاية، عند اختيار عبارة "ألم شديد"، خلص الطرفان إلى أن هذه العبارة "كافية... نقلت فكرة مفادها أن الأفعال التي لها خطورة معينة فقط هي التي... "إن المادة 2340أ لا تشمل إلا الأفعال الأكثر شناعة "، وبالتالي فإن هذا يعني ضمناً أن تعريفها للتعذيب في الجزء الأول، القسم الثاني من هذه المذكرة.

### الجزء الثالث
ويلخص الجزء الثالث مختلف التقنيات في أحكام القضاء لتحديد نوع السلوك الذي سبق للمحاكم أن وجدته يشكل تعذيباً. وتنص المذكرة على أنه من خلال تحليل هذه الحالات، "من المرجح أن تتبنى المحاكم نهجاً يعتمد على مجموع الظروف، وسوف تنظر إلى مسار كامل للسلوك، لتحديد ما إذا كانت أفعال معينة تنتهك المادة 2340أ". وبعد مراجعة عدد من القضايا المتعلقة بالتعذيب في الولايات المتحدة، حيث تعرض الضحايا للضرب والحرق والصدمات الكهربائية والتهديد بمثل هذه الأفعال، تنص المذكرة على أننا "نعتقد أن تقنيات الاستجواب لابد وأن تكون مماثلة لهذه في طبيعتها المتطرفة وفي نوع الأذى الذي تسببه لانتهاك القانون". وتناقش المذكرة قضية واحدة حيث تنص المحكمة الفيدرالية على أن حادثة معزولة، مثل ضربة واحدة على البطن، تكفي وحدها لاعتبارها تعذيباً، ولكن المذكرة تنص على أن هذا خطأ، لأن "ضربة واحدة لا تصل إلى المستوى المطلوب من الشدة [لتشكل تعذيباً]". وتقول المذكرة في وقت لاحق إن هذا الاستنتاج "يستند إلى تفسيرنا للقانون الجنائي" الموجود في القسم الثاني من الجزء الأول من هذه المذكرة. وعلى الرغم من أن المذكرة تنص على أنه لا يمكن العثور في أي مكان في سوابق القضاء على تفسير أو تعريف واضح للتعذيب، لأن القضايا التي وجدتها كانت كلها تتعلق بأفعال متطرفة، فإنها تخلص إلى أن هذا يؤكد تعريف المذكرة للتعذيب.

### الجزء الرابع
يتناول الجزء الرابع من هذا التقرير أحكام القضاء الدولي فيما يتصل بالتعذيب، ويخلص إلى أنه على الرغم من وجود العديد من الأساليب التي قد تشكل معاملة قاسية ولاإنسانية ومهينة، فإنها "لا تنتج الألم أو المعاناة بالقدر اللازم لتلبية تعريف التعذيب". ويناقش هذا التقرير حالتين:
- قضية في المحكمة الأوروبية لحقوق الإنسان وجدت أن الوقوف على الحائط، وتغطية الرأس، والتعرض للضوضاء، والحرمان من النوم، والحرمان من الطعام والشراب، عندما تستخدم مجتمعة لفترة طويلة تندرج ضمن فئة المعاملة اللاإنسانية، ولكن ليس التعذيب، لأنهم "لم يتعرضوا لمعاناة من الشدة والقسوة التي تتضمنها كلمة التعذيب".
- قضية من المحكمة العليا الإسرائيلية لا تذكر التعذيب على الإطلاق، بل فقط المعاملة القاسية واللاإنسانية، والتي تنص المذكرة على أنها دليل على أن الإجراءات التي تناولتها تلك المحكمة لم تكن تعذيباً.

### الجزء الخامس
يحلل الجزء الخامس من المذكرة القانون الدستوري فيما يتعلق بما إذا كان القانون الذي أقره الكونجرس ينتهك سلطات الرئيس في شن الحرب، ويخلص إلى أنه غير دستوري. وينص القرار على وجه التحديد على أن الأمة كانت "في خضم حرب عانت فيها الأمة بالفعل من هجوم مباشر"، وأن الحد من الاستجوابات من شأنه أن يتعدى على قدرة الرئيس على منع الهجمات المستقبلية. تلخص المذكرة التهديد الإرهابي الذي تشكله القاعدة، بما في ذلك هجمات 11 سبتمبر/أيلول، وتنص على أن استجواب عملاء القاعدة أدى إلى إيقاف الهجوم الذي خطط له خوسيه باديا. ويقدم أحكاماً قضائية تدعم موقفه من قيام السلطة التنفيذية بشن الحرب. كما يزعم أن مقاضاة الأفراد الذين ينفذون أوامر من الرئيس، حتى لو كان ذلك في انتهاك للمادة 2340أ، لا ينبغي أن يكون ممكناً، لأنه من شأنه أن يمس صلاحيات الرئيس باعتباره القائد الأعلى للقوات المسلحة.

### الجزء السادس
الجزء السادس من المذكرة بعنوان "الدفاعات" ويخلص إلى أنه "في ظل الظروف الحالية، قد تبرر الضرورة أو الدفاع عن النفس أساليب الاستجواب التي قد تنتهك المادة 2340أ". وقد قدم المؤلف هذا كحجة آمنة، لأن المؤلف يعتقد أنه وفقًا لوجهة نظره في الجزء الخامس من المذكرة، فإن الملاحقة القضائية ربما تكون مستحيلة.

### خاتمة
في القسم الختامي من المذكرة، يلخص بايبي ما يعتبر أهم استنتاجات المذكرة، وهي تعريف التعذيب، وعدم دستورية قانون التعذيب كما ينطبق على الرئيس، والتبرير القانوني للضرورة أو الدفاع عن النفس عن أي أفعال قد تشكل تعذيباً.

## 14 مارس 2003، مذكرة من يو إلى وزارة الدفاع بشأن أساليب الاستجواب في الخارج
بعد تأكيد تعيين بايبي قاضيا فيدراليا في 13 مارس/آذار، أصبح جون يو رئيسا بالنيابة لمكتب المستشار القانوني. وفي 14 مارس/آذار 2003، كتب مذكرة إلى وزارة الدفاع، خلص فيها إلى أن "القوانين الفيدرالية ضد التعذيب والاعتداء والتشويه لن تنطبق على استجواب المشتبه بهم في الإرهاب في الخارج". كان هذا قبل خمسة أيام من حرب العراق. وقد تم طلب الرأي القانوني من قبل ويليام جيه هاينز، المستشار العام لوزارة الدفاع. كان يو رئيسًا بالنيابة لـ OLC لعدة أشهر قبل الموافقة على تعيين جاك جولدسميث في المنصب. في عام 2008، خلص زعماء لجنتي الاستخبارات والقوات المسلحة في مجلس الشيوخ إلى أن وزارة الدفاع استخدمت المذكرة "لتبرير ممارسات الاستجواب القاسية على المشتبه بهم في قضايا الإرهاب في خليج غوانتانامو " وتعذيب السجناء في أبو غريب وإساءة معاملتهم.

## انسحاب رئيس OLC جاك جولدسميث
بعد أن استقال بايبي من وزارة العدل في مارس/آذار 2003 لتولي منصب قاض فيدرالي في نيفادا، استخدم المدعي العام أشكروفت حق النقض ضد اختيار البيت الأبيض لجون يو خلفاً له. كان يو رئيسًا بالنيابة لـ OLC لعدة أشهر.
عين جاك جولدسميث خلفاً لبيبي في منصب رئيس مكتب المستشار القانوني وتولى منصبه في أكتوبر 2003. كان أستاذاً في كلية الحقوق بجامعة شيكاغو قبل خدمته الحكومية، وكان في السابق مستشاراً قانونياً لوليام هاينز، المستشار العام لوزارة الدفاع.
في ربيع عام 2004، ظهرت فضيحة سجناء أبو غريب في الأخبار، وفي يونيو/حزيران 2004، تم تسريب مذكرة بايبي إلى الصحافة. وبناءً على مراجعته لمذكرات التعذيب، خلص جولدسميث إلى أنها معيبة من الناحية القانونية ويجب سحبها. وفي كتابه "رئاسة الإرهاب" (2007)، وصف جولدسميث هذه الحجج بأنها "حجج قانونية سطحية ومنحازة". ويقول جولدسميث إنه قرر إلغاء ما كانت وكالة الاستخبارات المركزية الأميركية تطلق عليه "الدرع الذهبي" ضد الملاحقة القضائية قبل ستة أشهر من الكشف عن الانتهاكات التي وقعت في أبو غريب. كان يعمل على حل المشكلة عندما أدت الفضيحة وتسريب المذكرة إلى اتخاذ القرار النهائي.
عندما عرض جولدسميث قراره على مستشار البيت الأبيض ألبرتو جونزاليس ومستشار نائب الرئيس ديفيد أدينجتون، كتب جولدسميث أن جونزاليس بدا "محيرًا وقلقًا بعض الشيء"، بينما كان أدينجتون "غاضبًا تمامًا". وفي نفس الوقت قدم جولدسميث استقالته.
وفي تأمله بعد ذلك لمذكرات التعذيب باعتبارها قصة تحذيرية، كتب جولدسميث في مذكراته عام 2007:
كيف حدث هذا؟ كيف يمكن لمكتب المستشار القانوني أن يكتب آراءً، عندما كشف عنها للعالم بعد أسابيع من اندلاع فضيحة أبو غريب، جعلت الأمر يبدو وكأن الإدارة تعطي الضوء الأخضر الرسمي للتعذيب، وجلبت مثل هذا العار على الولايات المتحدة وإدارة بوش ووزارة العدل ووكالة الاستخبارات المركزية؟ كيف يمكن لآرائها أن تعكس مثل هذا الحكم السيئ، وأن تكون ضعيفة التفكير، وأن يكون لها مثل هذه النبرة الرهيبة؟ التفسير الرئيسي هو الخوف [من هجوم جديد]. يوضح الخوف سبب قيام OLC بتجاوز الحدود. وفي إطار محاولاته لتجاوز كل الحدود، اتخذ مكتب المستشار القانوني طرقاً مختصرة في إجراءات كتابة الرأي. :165–6
كانت فترة عمل جولدسميث في OLC عشرة أشهر. وقال إنه استقال لأسباب عدة، لكن السبب الرئيسي هو أنه بسبب سحب مذكرات التعذيب، "بدأ أشخاص مهمون داخل الإدارة يشككون في... موثوقيتي" :161ولم يتمكن من الانتهاء من الآراء القانونية البديلة، لذا وقعت هذه المهمة على عاتق خلفائه. ولكن في وقت لاحق من ذلك العام، أصدر خليفته رأياً في مكتب المستشار القانوني للحكومة الأمريكية غيّر فيه التعريف الضيق للغاية للتعذيب عن الآراء القانونية الأصلية لإدارة بوش حول هذا الموضوع.

## الرأي المنقح، ديسمبر 2004
أدى الرأي الذي أصدره مكتب المستشار القانوني في 30 ديسمبر/كانون الأول 2004، تحت عنوان "تعريف التعذيب بموجب المادة 18 من قانون الولايات المتحدة، الفقرتان 2340-2340أ" والذي كتبه دانييل ليفين، القائم بأعمال مساعد المدعي العام، بمكتب المستشار القانوني، إلى التراجع عن التعريف الضيق للتعذيب في المذكرات. وأشار إلى أنه "على الرغم من أننا حددنا العديد من الخلافات مع مذكرة أغسطس/آب 2002، فقد راجعنا آراء هذا المكتب السابقة التي تناولت قضايا تتعلق بمعاملة المعتقلين، ولا نعتقد أن أيًا من استنتاجاته قد تكون مختلفة وفقًا للمعايير المنصوص عليها في هذه المذكرة".

## مذكرات برادبري
راجع محامو وكالة المخابرات المركزية في عام 2005 أشرطة الفيديو الخاصة باستجواب المعتقلين. وبسبب القلق المتزايد بشأن التبعات القانونية لممارساتهم، طلب جون ريزو، القائم بأعمال المستشار العام للوكالة آنذاك، من مكتب المستشار القانوني بوزارة العدل آراء قانونية جديدة بشأن استخدام هذه التقنيات. وقد وقع ستيفن ج. برادبري، بصفته رئيس مكتب المستشار القانوني، على ثلاث مذكرات صدرت في مايو/أيار 2005 تنصح وكالة الاستخبارات المركزية باستخدام مجموعة محدودة من تقنيات الاستجواب، وفقاً لقيود معينة. وشملت التقنيات المسموح بها التعذيب بالماء، والحصار، والأوضاع المجهدة، وضرب السجين، والتعرض لدرجات حرارة شديدة، والحرمان القسري من النوم لمدة تصل إلى180 ساعات (7 1⁄2 أيام)، بما في ذلك تقنيات متعددة عند استخدامها معًا.
وقد ألف برادبري مذكرة إضافية بتاريخ يوليو/تموز 2007، سعياً إلى التوفيق بين أساليب الاستجواب والتطورات القانونية الجديدة، بما في ذلك قضية حمدان ضد رامسفيلد، فضلاً عن التشريعات المتدخلة مثل قانون اللجان العسكرية لعام 2006 وقانون معاملة المعتقلين الصادر في ديسمبر/كانون الأول 2005. وقد وفرت مذكرة عام 2007 تفويضاً قانونياً وموافقة من مكتب المستشار القانوني لمجموعة أكثر محدودية من الإجراءات لاستخدامها عند استجواب المعتقلين ذوي القيمة العالية. وقد شمل هذا الموافقة ست تقنيات مدرجة، بما في ذلك الحرمان المؤقت من الطعام (لا يقل عن 1000 سعر حراري / يوم)، والحرمان من النوم من خلال الإجبار على البقاء "في وضعية الوقوف لمدة تصل إلى أربعة أيام"، والعديد من أنواع الضرب الجسدي.

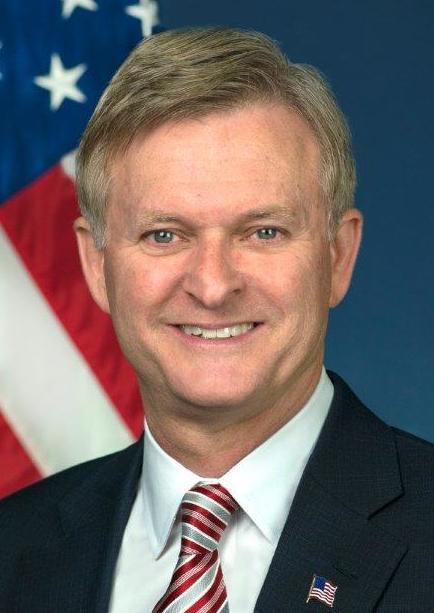
ستيفن برادبري

## رفض الرئيس أوباما
أصدر الرئيس باراك أوباما الأمر التنفيذي رقم 13491 بعد يومين من توليه منصبه في 20 يناير/كانون الثاني، والذي ألغى جميع الإرشادات السابقة لمكتب المستشار القانوني بشأن "احتجاز أو استجواب الأفراد المحتجزين" ووجه بأنه لا يجوز لأي وكالة حكومية الاعتماد على أي من آراء مكتب المستشار القانوني بشأن هذا الموضوع بين عامي 2001 و2009. وكان قد أعلن قبل وقت قصير من توليه منصبه "أن الولايات المتحدة لا تمارس التعذيب تحت إدارتي".
أصدر أوباما في أبريل 2009 نسخًا محررة من مذكرات التعذيب. وبعد فترة وجيزة، قال إن إدارته لن تلاحق قضائياً مؤلفي المذكرات أو موظفي وكالة المخابرات المركزية أو وزارة الدفاع أو المتعاقدين معهم الذين نفذوا الأفعال الموصوفة فيها معتقدين أنها قانونية.
ومع ذلك، في أغسطس/آب 2009، أعلنت وزارة العدل أن أولئك الذين تجاوزوا "التقنيات" المعتمدة قد يواجهون الملاحقة القضائية. واستمرت التحقيقات التي أجرتها وزارة العدل في مثل هذه الأفعال حتى عام 2010.

## الاستجابات
وقع بايبي على المذكرة القانونية التي حددت " أساليب الاستجواب المعززة" (بما في ذلك الإيهام بالغرق)، والتي تعتبر الآن بمثابة تعذيب من قبل وزارة العدل، ومنظمة العفو الدولية، ومنظمة هيومن رايتس ووتش، والخبراء الطبيين، ومسؤولي الاستخبارات، والقضاة العسكريين، وحلفاء الولايات المتحدة. في عام 2009، فكر القاضي الإسباني بالتازار جارزون في إجراء تحقيق في جرائم حرب ضد بايبي وخمسة شخصيات أخرى من إدارة بوش، لكن المدعي العام الإسباني أوصى بعدم القيام بذلك. ومع ذلك، تم التحقيق مع بايبي من قبل مكتب المسؤولية المهنية التابع لوزارة العدل (انظر أدناه).
وقد سحب جاك جولدسميث، الذي خلف بايبي في منصب رئيس مكتب المستشار القانوني، مذكرات التعذيب قبل أسابيع من استقالته في يونيو/حزيران 2004. وقال في وقت لاحق إنه "مندهش" من التحليل القانوني "المعيب بشدة" و"غير الدقيق" في المذكرات.
في 13 مايو/أيار 2009، أدلى ديفيد لوبان، أستاذ القانون بكلية الحقوق بجامعة جورج تاون، بشهادته أمام الكونجرس، حيث صرح بأن المذكرات كانت بمثابة "حطام أخلاقي" وأنها صيغت بهدف "هندسة عكسية" للدفاع عن أفعال غير قانونية ارتُكبت بالفعل.

## نقد
تعرضت المذكرة الصادرة في الأول من أغسطس/آب 2002 لانتقادات واسعة النطاق، بما في ذلك داخل إدارة بوش. عارض كولن باول، وزير الخارجية، بشدة إبطال اتفاقيات جنيف، بينما شن ألبرتو مورا، المستشار العام للبحرية الأمريكية، حملة داخلية ضد ما رآه "المنطق القانوني الكارثي" والتطرف الخطير في آراء يو القانونية.
في عام 2005، أدلى هارولد هونغجو كوه، عميد كلية الحقوق بجامعة ييل ومساعد وزير الخارجية السابق لحقوق الإنسان في إدارة بيل كلينتون، بشهادته أمام الكونجرس، ووصف مذكرة الأول من أغسطس/آب 2002 بأنها "ربما تكون الرأي القانوني الأكثر خطأً على الإطلاق"، والتي "تتجاوز بشكل صارخ السلطة الدستورية للرئيس". وفي عام 2005، خلص جون دين، المستشار السابق للبيت الأبيض في عهد نيكسون والمتورط في فضيحة ووترجيت، إلى أن المذكرة كانت بمثابة دليل على ارتكاب جريمة حرب. وأشار إلى أنه بعد تسريب المذكرة، "ترك البيت الأبيض القاضي بايبي في موقف لا يحسد عليه".
في مارس/آذار 2009، نظر القاضي الإسباني بالتاسار جارزون، الذي نظر في اتهامات بارتكاب جرائم حرب دولية ضد شخصيات بارزة أخرى، في ما إذا كان سيسمح بتوجيه اتهامات ضد بايبي وخمسة مسؤولين سابقين آخرين في إدارة جورج دبليو بوش. في 17 أبريل/نيسان 2009، أصدر المدعي العام الإسباني كانديدو كوندي بومبيدو توصية غير ملزمة ضد التحقيق.
في 19 أبريل 2009، قالت افتتاحية في صحيفة نيويورك تايمز إن بايبي "غير لائق لوظيفة تتطلب حكمًا قانونيًا واحترامًا للدستور" ودعت إلى عزل بايبي من منصبه كقاضٍ فيدرالي. أشار أصدقاء بايبي إلى أن القاضي يأسف سراً على عدم كفاية المذكرة المثيرة للجدل والشهرة المتزايدة. وردًا على الانتقادات، قال بايبي لصحيفة نيويورك تايمز إن توقيعه على الآراء المثيرة للجدل كان "بناءً على تحليلنا بحسن نية للقانون". وفي معرض حديثه عن التقارير التي أعرب فيها عن ندمه، قال في نفس المقال إنه كان ليفعل بعض الأمور بشكل مختلف، مثل توضيح وصقل تحليل بعض إجاباته، لمساعدة الجمهور على فهم أفضل للأساس الذي استند إليه في استنتاجاته.
في مقالة نشرتها صحيفة واشنطن بوست في 25 إبريل/نيسان 2009، نقلت عن باتريك جيه ليهي (ديمقراطي من ولاية فيرمونت)، رئيس لجنة القضاء في مجلس الشيوخ: "لو كانت إدارة بوش والسيد بايبي قد قالا الحقيقة، لما تم تأكيد تعيينه قط"، مضيفاً أن "الشيء اللائق والمشرف الذي كان ينبغي له أن يفعله هو الاستقالة [من محكمة الاستئناف الأميركية للدائرة التاسعة]". بعد أربعة أيام، أرسل السيناتور ليهي رسالة إلى القاضي جاي إس. بيبي يدعوه فيها للإدلاء بشهادته أمام لجنة القضاء فيما يتصل بدوره في كتابة المذكرات القانونية التي تجيز استخدام أساليب الاستجواب القاسية أثناء عمله كمساعد المدعي العام في مكتب المستشار القانوني. "رفض بايبي الرد على الرسالة."

## قراءة إضافية
Siems، Larry (2012). The Torture Report: What the Documents say about America's Post 9/11 Torture Program. OR Books. ISBN:978-1-935928-55-3. مؤرشف من الأصل في 2014-10-14.

## روابط خارجية
- حول: تقرير التعذيب، 2010، الموقع الرسمي، مشروع الأمن القومي التابع لاتحاد الحريات المدنية الأمريكية
- مشروع المذكرات المفقودة الخاص، جدول بروبابليكا للمذكرات الصادرة عن مكتب المستشار القانوني والتي لم يتم إصدارها بعد، المتعلقة بالاستجوابات ومعاملة المعتقلين والسلطة التنفيذية والتنصت دون مذكرة قضائية.
- مذكرات مكتب المستشار القانوني، صفحات اتحاد الحريات المدنية الأمريكية التي تتعامل مع مذكرات مكتب المستشار القانوني. جدول (PDF) للمذكرات المنشورة وغير المنشورة المتاحة.
- جون يو إلى ويليام جيه هاينز، 14 مارس/آذار 2003، "مذكرة بشأن التعذيب والاستجواب العسكري للمقاتلين غير الشرعيين الأجانب المحتجزين خارج الولايات المتحدة"، اتحاد الحريات المدنية الأميركية
- "إعادة تعريف التعذيب". مقالة في PBS Frontline، أكتوبر 2005
- مكتب المستشار القانوني
- الكود الأمريكي
- النص الكامل لمذكرة بايبي (2,671 كيلو بايت pdf)، فيندلو
- 30 ديسمبر 2004، مذكرة مكتب المستشار القانوني، وزارة العدل
- مناظرة جون يو ضد شيب بيتس، فيديو، مركز ماجواير للأخلاق والمسؤولية العامة، جامعة ساوثرن ميثوديست